# Stenolebias
Stenolebias is een geslacht van straalvinnige vissen uit de familie van de killivisjes (Rivulidae).

## Soorten
- Stenolebias bellus Costa, 1995
- Stenolebias damascenoi (Costa, 1991)